# Macaire Obou
Macaire Obou (ur. 28 grudnia 1970) – piłkarz z Wybrzeża Kości Słoniowej występujący na pozycji bramkarza.

## Kariera klubowa
W swojej karierze Obou występował między innymi w zespołach Africa Sports oraz Stella Club d’Adjamé.

## Kariera reprezentacyjna
W latach 1995–1996 w reprezentacji Wybrzeża Kości Słoniowej Obou rozegrał 8 spotkań. W 1996 roku został powołany do kadry na Puchar Narodów Afryki. Wystąpił na nim w meczu z Tunezją (1:3), a Wybrzeże Kości Słoniowej zakończyło turniej na fazie grupowej.